# Isallavi
Isallavi  es una localidad de Bolivia perteneciente al municipio de Santiago de Andamarca de la Provincia de Sud Carangas en el Departamento de Oruro. Está ubicada a 162 km al sur de la ciudad de Oruro, la capital departamental, y a 15 km al 
oeste del lago Poopó.
Con una altura de 3783 m s.n.m. tiene un clima típico del Altiplano boliviano.
En 2012 contaba con una población de 33 habitantes.
En este lugar nació el entonces presidente del Estado Plurinacional de Bolivia, Evo Morales Ayma (1959).

## Vías de comunicación
El único acceso se realiza por camino, existiendo un autobús que pasa por la localidad Orinoca a seis kilómetros al sur dos veces por semana, siendo de difícil accesibilidad. 
En los últimos años se ha construido un camino que conecta Isallavi con la red vial de la región.
Idiomas: aimara y español.